# 霍马林
霍马林（[hóʊɰ̃məlɪ́ɰ̃ mjo̰]，掸语：ႁုင်းမၢၵ်ႇလၢင်း}}），旧译霍曼令或荷馬陵，缅甸實皆省城镇。该镇是坎底县霍马林镇区的治所，位于欽敦江畔，有霍马林机场。

## 历史
据1908年《印度帝国地名录》记载，伊洛瓦底船队公司的轮船每周在木各具和霍马林之间往返。缅甸政府的船也在这条航线上航行。
1918年9月，在1917至1919年库基族叛乱中，库基人被英国人击败，并在霍马林投降。
第二次世界大战期间，日本人在1944年5月底至6月初占领了欽敦江岸边的霍马林。日军战败后，该镇被彻底搜查，清除了所有日军士兵，并做了进一步的防御，以应对来自河边的日军炮艇袭击。
1988年8月6日，震中位于霍马林附近的地震造成3人死亡，基础设施受损。
1997年，缅甸生产的海洛因占世界海洛因供应量的60%，鸦片产量约为2500吨。缅甸陆军一直在维护毒品精炼厂，特别是在缅甸北部。第22步兵营在霍马林拥有一座精炼厂，该地区的其他地方也有精炼厂，这证明了“政府参与了全球毒品贸易。”